# Nisís Stakhtorróyi
Nisís Stakhtorróyi är en ö i Grekland.   Den ligger i prefekturen Nomós Attikís och regionen Attika, i den sydöstra delen av landet, 40 km sydväst om huvudstaden Aten.